# Бураго-ді-Мольгора
Бураго-ді-Мольгора, Бураґо-ді-Мольґора (італ. Burago di Molgora) — муніципалітет в Італії, у регіоні Ломбардія,  провінція Монца і Бріанца.
Бураго-ді-Мольгора розташоване на відстані близько 490 км на північний захід від Рима, 22 км на північний схід від Мілана, 10 км на схід від Монци.
Населення — 4269 осіб (2014).
Покровитель — святий Віт.

## Демографія
Населення за роками:

Станом на 1 січня 2023 року в муніципалітеті офіційно проживали 354 іноземці з 47 країн, серед них 108 громадян країн Євросоюзу та 12 громадян України.

## Сусідні муніципалітети
- Аграте-Бріанца
- Кавенаго-ді-Бріанца
- Орнаго
- Вімеркате